# Alex Orbe Ferreiro
Alex Orbe Ferreiro   (Barakaldo, 1973) és un il·lustrador i autor de còmics biscaí. Va començar a dibuixar amb l'ajut de l'entorn domèstic i, segons ell, va esdevenir un dibuixant. El 1995 va començar a treballar per Merlin Animacion, fent dibuixos animats, sèries de televisió i pel·lícules. El 2002 va deixar el dibuix animat i va començar a fer publicitat pel seu compte, fent dibuixos i storyboards. Ha il·lustrat nombrosos llibres de text i treballs en literatura infantil i juvenil i també treballa en còmics.

## Obres
Hi ha moltes obres d'Alex Orbe, còmics, llibres de text, literatura infantil i juvenil, una lectura gradual per a aquells que estan aprenent basc, un llibre de text llarg, etc. Aquesta llista inclou una mostra del seu treball

### Literatura infantil i juvenil
- Asier eskaileretan behera, Leire Iradier. Aizkorri, 2003
- Groau!, Yolanda Arrieta Malaxetxebarria. Aizkorri, 2005
- Dantzari lentejuela-bihotza, Maite Franco (una adaptació del conte de Hans Christian Andersen tinsoldat standhaftige Den). OEPLI, 2006
- Jara Bartzelonan, Jasone Osoro. Bridge, 2007
- Elaia : glutenik ez duen kolorea, Gari Berasaluze. Txalaparta, 2010
- Amaia Lapitz eta erregina gorriaren hilobia, Katixa Agirre. Elkar, 2010
- Maite zaitut, Nadia, Anton Txékhov, adaptació, Xabier Mendiguren Elizegi. Elkar, 2012
- Labarreko itsasargia, Oihane Fernández. Elkar, 2013 (Premi Lizardi, XXXI)
- Bilbo, umeek jateko moduan, Esmeralda Hernando, Ana Isabel San Vicente; Traductor, Arantzazu Azpillaga. Courier, 2012
- Amaia Lapitz eta Didoren ermandade sekretua, Katixa Agirre. Elkar, 2013
- Hiru sopranoak,, Xabier Mendiguren Elizegi. Elkar, 2015
- Irribarreen unibertsoa : 31 erantzun "sonatu", 31 galdera ez oso xalori, Yurdana Burgoa; traducció, Fundació Labayru. Yurdana Burgoa, 2015
- La llamada de lo salvaje, Jack London. The Elephant Factory, 2016
- Ixon, Ane Jaka. Elkar, 2017[3]
- Erraldoiek ez dute lagunik jaten, Unai Elorriaga. Begui, 2018

### Còmic
- La nouvelle guerre des boutons, Greg Newman; dibuixos, Francesca Follini i Alex Orbe; Color, Andrea Meloni. Jungle, 2011
- Les aventures du bourlingueur: au fil du Napo, Philippe Lambillon, Lapuss; Pintar, Alex Sanvi. Renaissance Du Livre, 2015
- Les aventures du bourlingueur: Les barcasses del Congo, Philippe Lambillon, Lapuss; Pintar, Alex Sanvi. Renaissance Du Livre,2018
- Los enciclopedistas,[4] José A. Pérez Ledo, Alex Orbe, Astiberri 2018

### Lectura gradual
- Borrokalari argitsuak, Miren Agur Meabe. Elkar, 2012
- Tangoa noizean behin, Miren Agur Meabe. Elkar, 2012
- Atzapar-arrastoak, John Landon; Traductor, JA Mujika. Elkar, 2013
- sItanbulen elkartuko gara, Richard Chisholm; Traductor, JA Mujika. Elkar, 2014
- Pinky pailazoa, Josu Lartategi; dibuixos, Kepa i Alex Orbe. Elkar, 2014